# Хорш-Арз-ель-Раб
34°14′37″ пн. ш. 36°02′54″ сх. д. / 34.24361° пн. ш. 36.04833° сх. д.
Божественний кедровий гай або Хорш-Арз-ель-Раб (араб. أرز الربّ) — залишки великих кедрових лісів Лівану. Їх деревина використовувалася ассирійцями, Вавилоном і Персією, а також фінікійцями. Деревина використовувалася єгиптянами для суднобудування, Соломон використовував кедр при будівництві Першого Храму в Єрусалимі. В Османській імперії кедр також використовували при будівництві залізниці.